# Clara Thalmann-Ensner
Clara Thalmann-Ensner (née le 24 septembre 1908 à Bâle, en Suisse, et morte le 27 janvier 1987 à Nice, en France) est une militante communiste puis anarchiste suisse.

## Biographie

### En Suisse
Clara Ensner naît à Bâle, en 1908, dans une famille ouvrière de dix enfants. Son père était un Allemand, qui s'était réfugié en Suisse pour ne pas avoir à prendre part à la guerre de 1870 de la Prusse contre la France. Après avoir travaillé quelque temps à Paris pour le journal communiste L'Humanité, elle retourna en Suisse en 1928. Elle adhéra l'année suivante au Parti communiste suisse pour y combattre le stalinisme, et se rapprocha des trotskystes. Elle fit la connaissance de Pavel (Paul) Thalman, un jeune ouvrier originaire de Bâle, comme elle, qui revenait de Moscou, où il avait passé quatre ans à l'Université ouvrière et était devenu antistalinien. Ce fut le début d'une relation qui allait durer toute leur vie. Clara Thalmann édita le journal Arbeiter-Zeitung à Schaffhouse en 1932. Clara et Pavel Thalmann furent exclus du Parti communiste en raison de leur opposition à la ligne du parti et militèrent ensuite dans les milieux trotskystes et antistaliniens.

### En Espagne
En 1936, alors que l'Allemagne nazie se préparait à célébrer les Jeux Olympiques de Berlin, la ville de Barcelone organisa les Olympiades populaires, des jeux concurrents, anti-fascistes. Clara Thalmann se rendit à Barcelone comme nageuse membre de la délégation suisse. Mais les Jeux, qui devaient commencer le 19 juillet 1936, furent annulés par le soulèvement militaire du 17 juillet contre la République espagnole, qui déclencha la guerre civile espagnole. Impressionnée par la puissance du mouvement anarchiste en Catalogne, Clara s'engagea comme milicienne dans la Colonne Durruti, une unité anarchiste du front de l'Aragon.
Clara et Pavel Thalmann, qui l'avait rejointe en Espagne, jugèrent contre révolutionnaire l'action du parti communiste (PCE) dans le camp républicain. Sous la pression des Soviétiques, le PCE exigea l'intégration des milices anarchistes dans l'armée régulière. Finalement en mai 1937, à la suite d'une provocation des communistes, des combats opposèrent le PCE aux anarchistes (CNT, FAI) et aux membres du POUM et de l'UGT, qui furent battus. Il y eut plus de 500 morts. Clara et Pavel Thalmann se battirent avec un groupe nommé « Amigos de Durruti » (les Amis de Durruti). Sur les barricades, Clara fit la connaissance de George Orwell. Pendant la répression qui suivit les événements de mai 1937, Clara et Pavel Thalmann durent entrer dans la clandestinité. Mais ils furent arrêtés quelques mois plus tard alors qu'ils allaient s'embarquer sur un bateau dans le port de Barcelone et furent incarcérés dans une prison du Servicio de Información Militar (SIM), une police politique au service du PCE. Après plusieurs mois passés en prison, ils furent libérés grâce à l'action d'amis en Suisse. Après leur libération ils s'établirent à Paris, en 1937.

### En France
Pendant la Seconde Guerre mondiale, Clara et Pavel Thalmann participèrent à la création d'un petit groupe de résistance révolutionnaire à Paris : le Groupe révolutionnaire prolétarien. Ils accueillirent et aidèrent des Juifs ou des révolutionnaires d'origine allemande et réussirent à ne pas se faire prendre. Après la guerre, fatigués de la vie à Paris, ils s'installèrent en 1953 dans le sud de la France et créèrent une communauté, « La Séréna », dans les montagnes au-dessus de Nice, qui devint un havre pour des militants libertaires de divers pays. Ils restèrent en contact avec de nouvelles générations de militants étudiants au cours des années 1960 et 1970. Ils publièrent leurs mémoires dans le documentaire Die lange Hoffnung de Clara Thalmann et Augustin Souchy, revisitant les sites de la guerre civile espagnole.

## Œuvres
- Clara Thalmann et Pavel Thalmann, Combats pour la liberté, Moscou, Madrid, Paris (trad. Caroline Darbon), Paris, Spartacus ; Baye, La Digitale, 1983.
- Clara Thalmann et Augustin Souchy, Die lange Hoffnung. Erinnerungen an ein anderes Spanien, 1985.  (ISBN 3-922209-54-8)
- Clara Thalmann et Pavel Thalmann, Combats pour la liberté, Moscou Madrid Barcelone Paris, La Digitale, 1997.  (ISBN 2-903383-54-5).